# Cattleya crispata
Cattleya crispata é uma espécie de orquídea endêmica do estado de Minas Gerais, Brasil.
É encontrada principalmente na região da Serra de Ibitipoca. Floresce preferencialmente no final do inverno.[carece de fontes?]